# Hitman: Blood Money
Hitman: Blood Money és el quart joc de la sèrie Hitman. La demo fou llançada el 22 de maig del 2006. Oficialment, el joc va sortir a la venda el 26 de maig de 2006 a Europa i el 30 de maig als Estats Units.

## Argument
Hitman: Blood Money se centra en els assassinats comesos per l'agent 47. Són relatats en flashbacks de l'antic director de l'FBI a un periodista convidat. L'exdirector, que es troba en cadira de rodes, explica com la seva organització va rastrejar l'agent 47 i va observar-ne les operacions, cadascuna de les quals és jugada quan s'esmenta.
Entre 2003 i 2005, una sèrie d'assassinats silenciosos va ocasionar que l'FBI prengués consciència de la realitat i perill que suposava l'agència on es trobava justament l'agent 47. Després d'un seguiment de diversos mesos, l'agència és desmantellada pel seu rival, "La Franquícia", liderada pel mateix cap de l'FBI i amb ajuda del contacte 47 de l'agència, Diana.
De tornada a casa després de dos "treballs casolans" a Las Vegas (òbviament, assassinats), 47 troba l'agent Smith (de la CIA, i antic company en altres lliuraments) en un acte d'escapada, i aquest li ofereix uns quants milions si salva el president dels Estats Units de ser assassinat pel vicepresident Morris i el rival personal de 47, Mark Parchezzi III, per obtenir el poder, perquè el president actual serà reelegit pel poble.
A la Casa Blanca, 47 s'assegura que Morris i Parchezzi morin abans que el president arribi a Washington des de Los Angeles. Quan s'enfronta cara a cara amb Parchezzi, s'inicia una ràfega de bales entre els rivals fins que Parchezzi cau davant 47. Aquest es veu obligat a fugir ràpidament de la Casa Blanca.
En el seu amagatall, es troba cara a cara amb Diana, que li adverteix que estan envoltats per tropes SWAT. Sense que 47 ho sàpiga, Diana li dona el mateix somnífer que 47 li va donar a l'agent Smith, però aquest somnífer és encara més potent. Després d'això, Diana pren dues Silverballers de 47 i fuig mentre els SWAT entren i capturen el cos de 47.
Després, l'exdirector, Diana i el periodista, assisteixen al funeral de 47. El final extra es dona quan Diana li dona un últim petó a 47, amb l'antídot als seus llavis, i dos Silverballers. Durant els crèdits, el jugador ha de moure amunt i avall perquè 47 "torni a la vida". Seguidament, 47 els mata a tots a l'església, excepte a Diana, que ha fugit i segellat les portes externes de l'església on vetllen 47. Després d'acabar amb molts agents de l'FBI, 47 mata l'exdirector i el periodista i, finalment, escapa novament. En un monestir xinès, 47 es fa dir Sr. Johnson i deixa el seu destí en el misteri. Mentrestant, Diana conversa amb algú desconegut i li assegura que "han perdut el rastre de 47".